# У Синьчжи
У Синьчжи (кит. трад. 呉新智, упр. 吴新智, пиньинь Wú Xīnzhì; 2 июня 1928, Хэфэй — 4 декабря 2021, Пекин) — китайский палеоантрополог, научный сотрудник Института палеонтологии позвоночных и палеоантропологии, академик Китайской академии наук.

## Биография
У получил степень бакалавра медицины в Шанхайском медицинском колледже Фуданьского университета в 1953 году. Он преподавал с 1953 по 1958 год на кафедре анатомии Даляньского медицинского университета, затем поступил в аспирантуру Китайской академии наук. После окончания в 1961 году он стал научным сотрудником на разных должностях, включая пост заместителя директора, в Институте палеонтологии позвоночных и палеоантропологии. В 1980-х он был главным редактором журнала Acta Anthropologica Sinica.

## Взгляды на эволюцию человека
У Синьчжи наиболее известен своей критикой общепринятой теории африканского происхождения человека. В 1984 году У Синьчжи, Милфорд Х. Вулпофф и Алан Торн развили альтернативную гипотезу мультирегионального происхождения человека. У Синьчжи ограничивает свои палеоантропологические исследования исключительно Китаем, предложив «преемственность с гибридизацией» как многорегиональную модель для Китая. Согласно работам У Синьчжи, родословная человека началась в Африке в раннем плейстоцене, и с тех пор эволюция происходила в пределах одного непрерывного вида, в частности, он считает Homo erectus самым ранним ископаемым образцом вида Homo sapiens. Вопреки теории африканского происхождения, согласно которой Homo sapiens возник как вид около 200 тысяч лет назад в Африке, У Синьчжи утверждает, что ранние миграции человека за пределы Африки, не заменили человеческое население, уже поселившееся в Китае. Он считает, что есть доказательства региональной преемственности в Китае с точки зрения монголоидной морфологии черепа, хотя всегда существовал обмен генами между коренными жителями Китая и мигрантами из Африки. Теория У Синьчжи популярна среди китайских учёных, однако вне Китая она не пользуется поддержкой и даже может считаться проявлением  китайского национализма.

## Премии и награды
- 1999 — академик Китайской академии наук[2].
- 2005 — Государственная премия за научно-технический прогресс (вторая степень)[2].
- 2013 — Премия за заслуги в области антропологии[8].